# 워털루 전역
워털루 전역(영어: Waterloo campaign) , 1815년 여름 전투(독일어: Sommerfeldzug von 1815), 또는 벨기에 전역(프랑스어: Campagne de Belgique)은 프랑스 북군과 제7차 대프랑스 동맹의 두 군대인 영국 주도 연합군과 프로이센군이 1815년 6월 15일부터 1815년 7월 8일까지 맞붙은 전역이다. 프랑스군은 나폴레옹 보나파르트가 이끌고 있었으나 워털루 전투에서 프랑스군이 패배한 이후 파리를 떠났다. 이후 프랑스군은 장드디외 술트와 에마뉘엘 드 그루시 후작이 지휘했으며 프랑스 임시정부의 요청에 따라 루이 니콜라 다부로 프랑스군 지휘관이 교체되었다. 영국 주도 연합군은 아서 웰즐리가 이끌었으며, 프로이센군은 게프하르트 폰 블뤼허 공작이 이끌었다.
나폴레옹이 엘바섬에서 복귀하여 다시 황제가 되었을 때, 제7차 대프랑스 동맹군은 루이 18세를 프랑스의 왕으로 인정하고 있었기에 나폴레옹을 프랑스의 왕으로 받아들이지 않고 그에게 전쟁을 선포했다. 나폴레옹은 대프랑스 동맹군이 프랑스를 침입하기 이전에 그의 적을 공격하기로 결정하고 동맹군이 협동전술로 프랑스군을 협공하기 이전에 동맹군을 각개격파하기를 희망했다. 나폴레옹은 오늘날 벨기에인 네덜란드 연합왕국에 주둔한 영국 주도 연합군과 프로이센군을 그의 첫 공격 목표로 삼았다.
1815년 6월 15일 프랑스군이 프로이센군의 전진기지를 파괴한 후 샤를루아를 통해 삼브레강을 건넌 것이 전투의 시작으로, 이 행동을 통해 프랑스군 왼쪽과 오른쪽에는 각각 아서 웰즐리가 지휘하는 영국 주도 연합군과 블뤼허가 지휘하는 프로이센군이 있게 되었다. 6월 16일 미셸 네가 이끄는 프랑스군이 카트레브라 전투에서 영국 주도 연합군의 발을 묶는 동안 나폴레옹은 리니 전투에서 프로이센군을 패퇴시켰다. 6월 17일 나폴레옹은 그루시 후작에게 패퇴하는 프로이센군을 추격하라고 명령했고, 나폴레옹 본인은 예비군을 본대에 합류시킨 뒤 브뤼셀을 향해 아서 웰즐리의 군대를 추격했다.
6월 17일 밤 영국 주도 연합군은 방어 태세를 접고 프랑스군과의 교전을 준비하여 브뤼셀에서 남쪽으로 1.6km 떨어진 워털루로 이동했다. 6월 18일 영국 주도 연합군은 프랑스군의 공격을 여러 차례 막아냈으며 이른 저녁에 몇몇 프로이센 군단이 전장 동쪽에 도착해 프랑스 제4군을 패퇴시켰다. 그루시 후작이 이끄는 프랑스군 우익은 우아브르 전투에서 프로이센군의 후위부대를 공격하였다. 그루시 후작은 전술적으로 프로이센군을 패퇴시킴으로써 승리를 거두었지만, 프로이센 군단이 워털루 전장에 도착하는 것을 막지 못했기 때문에 전략적으로는 패배하고 말았다.
워털루 전투에서 패배한 이후, 나폴레옹은 군을 지휘하기보다는 파리로 돌아가 정치적 지지를 얻고 이후의 활동을 모색하려고 했으나 실패했다. 1815년 6월 22일 나폴레옹은 다시 폐위되었고, 이틀 뒤인 6월 24일 프랑스 임시정부가 프랑스 정치를 총 책임졌다. 한편 영국 주도 연합군과 프로이센군은 파리를 향해 진격했으며, 도중에 남아있던 프랑스군은 이들에게 반격을 가해 수천 명의 사상자가 발생했다. 초기에 워털루 전투에서 패배한 프랑스군 좌익과 예비군은 장드디외 술트가 이끌고 있었지만 프랑스 임시정부의 요청으로 6월 25일 우익을 이끌고 있던 그루시 후작이 모든 프랑스군을 통솔하게 되었다. 이후 프랑스군 지휘관은 그루시 후작에서 다시 루이 니콜라 다부로 교체되었다.
초기에 프랑스 임시정부는 다부 장군이 이끄는 부대로 파리를 방어하려고 했으나 다부 장군의 부대가 그럴 능력이 없다는 것을 깨닫고 연합군에 사절을 보내게 되었다. 프랑스 임시정부는 영국 주도 연합군 및 프로이센군에게 사절단을 보냈고, 이들은 생클루 회담에서 연합군의 항복 조건을 수용했다. 영국 주도 연합군과 프로이센군은 1815년 7월 7일 파리에 입성했고, 하루 뒤인 7월 8일 루이 18세가 다시 프랑스의 왕으로 복고되었다. 나폴레옹은 7월 15일 HMS 벨레로폰의 프레더릭 류이스 메이틀랜드에게 항복했다. 나폴레옹은 이후 세인트헬레나섬으로 유배되어 그곳에서 사망했다.
나폴레옹 전쟁의 대부분의 전투는 1815년 7월 7일 연합군이 파리에 입성하면서 끝이 났으나 일부 프랑스군 요새들은 1815년 9월 달까지 항복하지 않았다. 또한 1815년 과달루프섬에서는 보나파르트 지지자들의 반란이 일어나 1815년 8월 9일부터 10일까지 전투가 벌어졌다. 1815년 11월 제2차 파리 조약을 통해 나폴레옹 전쟁은 공식적으로 종결되었다.

## 같이 보기
- 나폴레옹 전쟁
- 워털루 전투